# Łew Polowyj
Łew Polowyj (ukr.: Лев Полевий; ur. 1814,  zm. 12 września 1883 w Horodence) – ksiądz greckokatolicki, ukraiński działacz społeczny, poseł do Sejmu Krajowego Galicji i do austriackiej Rady Państwa
Ukończył seminarium we Lwowie. Ksiądz greckokatolicki, w 1836 uzyskał święcenia kapłańskie. Był administratorem parafii (1836-1840)  i proboszczem w Kozłowie (1840-1862) w pow. brzeżańskim. W latach 1848–1857 pełnił także funkcję administratora dekanatu Brzeżany. Jednocześnie pełnił posługę w parafiach we wsiach Dmuchawiec (1836-1854 ) i Taurów (1841-1842) z dekanatu brzeżańskiego. Następnie proboszcz (1862-1883) i dziekan (1870-1875) w Horodence Członek założyciel Galicyjsko-Ruskiej Maticy, oraz członek „Domu Ludowego”, „Rady Ruskiej”, moskalofilskiego Towarzystwa im. M. Kaczkowskiego, oraz „Proswity” i Towarzystwa Gospodarsko-Przemysłowego. 
Poseł do Sejmu Krajowego Galicji I kadencji (1861–1867), Wybrany do Sejmu Krajowego w IV kurii obwodu Brzeżany z okręgu wyborczego Podhajce-Kozowa. Był także posłem do austriackiej Rady Państwa I kadencji (11 maja 1861 - 20 września 1865). Wybrany przez Sejm z kurii X jako delegat z grona posłów wiejskich okręgów: Brzeżany, Bóbrka, Rohatyn i Podhajce. Należał do Klubu Ruskiego. 

## Rodzina
Urodził się w rodzinie księdza i proboszcza greckokatolickiego Jakiwa (zm. w 1861). Ożenił się w 1836 z Aleksandrą Litynską (zm. 1843), mieli córkę. 